# 6610 Burwitz
6610 Burwitz è un asteroide della fascia principale. Scoperto nel 1993, presenta un'orbita caratterizzata da un semiasse maggiore pari a 2,2915153 UA e da un'eccentricità di 0,1712264, inclinata di 7,89710° rispetto all'eclittica.
L'asteroide è dedicato a Vadim Burwitz, ricercatore all'Istituto Max Planck di fisica extraterrestre.